# Monika Šagátová
Monika Šagátová (1992) szlovák színésznő, volt modell.
A múlt árnyékában című filmsorozatban tűnt fel, melyben a főhősnőt, Hana Kopeckát alakította.

## Életrajz
A nyitrai járás-ban lévő Gímes községéből származik. A pozsonyi Előadó Művészeti Akadémia növendéke (VŠMU) volt. Öt éves kora óta modellkedik, nyolc éves kora óta lovagol. Szeret búvárkodni, sportolni. Részt vett az "Iskola keres szupersztárt" versenyen, amelyen a második helyezést érte el. 2010-ben a Nyitra város szépségversenyén a második helyezést érte el. Saját bevallása szerint mindig is színésznő szeretett volna lenni, ez a A múlt árnyékában (Divoké kone = szó szerint "Vadlovak") című tévésorozat révén sikerült. A Divoké kone-ba úgy került, hogy egy barátnője szólt neki, miszerint lovagolni tudó színésznőt keresnek egy nemsokára induló tv sorozatba. A válogatáson megfelelt így ő lett a főszereplőnő.
A Talkshow nevű szlovák indierock együttes Shadows című videóklipjében szerepelt.

## Szerepei
- A múlt árnyékában: Hana Kopecká